# Некрасова, Екатерина Степановна
Екатерина Степановна Некрасова (15 (28) января 1847, Москва — 13 (26) января 1905, там же; псевдонимы: Е. Н.; Н.; Н—ва, Екатерина; Одна из слушательниц курсов при 2-й гимназии; N. N.) Журналистка, историк литературы, активистка женского движения, боровшаяся за женское образование. Одна из первых исследователей наследия Герцена и Огарёва.

## Семья и ранние годы
Екатерина Некрасова родилась в семье священника. Её отец, Стефан Иоаннович Некрасов, окончил Московскую семинарию и, до того как получил приход, работал учителем. В семье было шестеро детей, из них четыре дочери, в том числе:
- Екатерина Некрасова;
- Варвара Некрасова (ок. 1850—1877) — женщина-врач, одна из первых выпускниц Женских врачебных курсов;
- Анна Некрасова;
- Иван Некрасов (1836—1895) — профессор Новороссийского университета[2][3].

После смерти отца в 1850-м их мать сумела дать всем шестерым детям хорошее образование. Hекрасова, окончив частное учебное заведение Н. Т. Добринской, в 1865 г. (в 18 лет) сдала в Московском университете экзамен на звание домашней учительницы и долгое время зарабатывала на жизнь, давая частные уроки.

## Борьба за женское образование
В 1868 г. 21-летняя Некрасова включилась в борьбу за женское высшее образование. Ещё с начала 1860-х годов женщины совершали попытки получить доступ в университеты, сначала приходили на лекции в качестве вольнослушательниц, а после запрета в 1863 г. на посещение университетов — выезжали за границу. В 1878 г. началась инициированная Евгенией Конради и поддержанная многими профессорами кампания женского движения за открытие высших женских курсов. Сёстры Некрасовы — Екатерина, Анна и Варвара — стали активными участницами этого движения в Москве.
Некрасова много выступала в печати на тему высшего женского образования. Она возглавила инициативную группу, подавшую петицию на имя попечителя Московского учебного округа об открытии высшего учебного заведения для женщин. Петиция гласила: «Чувствуя недостаточность наших научных сведений, мы желали бы иметь возможность продолжать наше образование, чтобы с большим успехом прилагать его к делу воспитания» — обращаясь, таким образом, к популярному аргументу о роли женщин как воспитательниц будущих поколений.
Кампания завершилась успехом и привела сперва к открытию Лубянских курсов (преподававших женщинам программу мужских гимназий), а затем, в 1872-м, к открытию Курсов Герье (Московских высших женских курсов).
Однако сама Некрасова не смогла закончить Высшие курсы: она вынуждена была зарабатывать на жизнь уроками, и у неё не хватало времени на регулярное образование. С тех пор она поддерживала знакомство с московской профессурой: Алексеем и Александром Веселовскими, Н. И. Костомаровым, В. И. Герье и др.

Впоследствии Некрасова много работала над сохранением памяти о борьбе за открытие и первых годах существования женских курсов. Она написала очерки «Женское движение у нас с конца 50-х годов» и «Два слова в память десятилетия московских высших женских курсов» (1882), а также книгу «Из прошлого женских курсов» (1886). Некрасова писала о том, что женщин толкали на борьбу за свои права объективные экономические причины:
Экономические условия русской жизни и общественный переворот, совершившийся 19 февраля 1861, вызвали и женщину на борьбу за существование, потребовали и от нее непременного участия в труде. Вынужденная силой необходимости, а не модой — как казалось тогда многим, — она заявила свою готовность к приобретению одинаковых с мужчиною прав на знание и труд, заявила потребность высшего образования.

## Журналистика
Работать в периодической печати Некрасова начала уже в начале 1870-х годов. В 1873 г. Некрасова писала для «Русского архива». В конце 1870-х она смогла порвать с надоевшим ей преподаванием и полностью посвятить себя литературной работе. В 1877-78 гг. она заведовала одним из отделов «Русской газеты», с 1883 г. работала фельетонистом в «Русских ведомостях».
В 1882-83 Некрасова печатала критические статьи в рубрике «О новых книгах» в журнале «Русская мысль». В литературных произведениях Некрасова ценила прежде всего демонстрацию нравственных идеалов и гуманных чувств, ради которых прощала им художественные недостатки, и осуждала аллегоричность и «музыку пустых звуков». Выше всего она ценила произведения M. Е. Салтыкова-Щедрина и Г. И. Успенского за верность изображения и оценки действительности.
Печаталась она также в «Отечественных записках», «Северном вестнике» и других либеральных изданиях. С 1883 Некрасова стала членом Общества любителей российской словесности.

## Народные книги
Много внимания Некрасова уделяла проблеме народного просвещения. Она занималась подготовкой и изданием литературы, предназначенной для народа — задачей, которую демократическая интеллигенция эпохи считала одной из первостепенных. Статьи Некрасовой («Народные книги для чтения в их 25-летней борьбе с лубочными изданиями», «Были ли у нас газеты для народа?», «Журналы для народа», «Писатели для народа из интеллигенции. В. Ф. Одоевский») считались первыми серьёзными исследованиями истории народной печати в России. Некрасова призывала создавать литературу, которая составила бы противовес популярным, но низкокачественным лубочным произведениям и способствовала бы сокращению культурного разрыва между народом и интеллигенцией. Её статья «Книжки для народа» о деятельности просветительского издательства «Посредник» вызвала одобрение идеологов издательства Льва Толстого и Владимира Черткова.
В 1886-89 гг. Некрасова сама написала несколько произведений для народа: «Святая девица Евлалия», «Святой Иоанн с острова Патмоса», «Иоанн Воин», «Больше чем родная». Эти рассказы были своеобразным переосмыслением жанра жития: их герои были ближе к народническому идеалу защитника угнетённых и борца за убеждения, чем к традиционному образу святых. Рассказы были благожелательно встречены критикой.
На протяжении многих лет Некрасова на собственные средства составляла и рассылала в провинцию наборы научно-практической, справочной, медицинской и доступной художественной литературы.

## История литературы. Герцен и Огарёв
Ещё одной областью деятельности Некрасовой были исследования истории русской литературы первой половины XIX в. Она изучала историю московского масонства, опубликовала ряд ранее неизвестных материалов: «Из воспоминаний Вельтмана о времени пребывания Пушкина в Кишинёве», несколько писем Н. В. Гоголя, одну из черновых редакций «Мёртвых душ» и др.
Некрасова выпустила большое количество беллетризированных биографий знаменитых соотечественников, таких как жизнеописания Михаила Ломоносова и «кавалерист-девицы» Александра Александрова. Особенно много её публикаций посвящены известным женщинам: поэтессе Евдокии Ростопчиной, писательницам Елизавете Кульман, Анастасии Марченко, Елене Ган и др. С 1889 г. Некрасова собирала для Румянцевского музея письма и фотопортреты писательниц и врачей.
Важнейшим делом жизни Некрасовой был сбор, изучение и популяризация наследия Герцена и Огарёва. В эпоху, когда имя Герцена ещё было под запретом, Некрасова одной из первых начала собирать материалы о его жизни среди его ещё живых современников, родственников и знакомых. Она вела переписку с детьми Герцена, с Натальей Тучковой-Огарёвой, а также близкой подругой семьи Герценов, мемуаристкой Марией Рейхель.
Когда появилась возможность, Некрасова начала печатать статьи о Герцене и Огарёве и публиковать их материалы (первыми были опубликованы «Легенда о св. Феодоре» и «Юношеские литературные труды Герцена» — фрагменты из «Записной тетради» Герцена). Те документы, которые невозможно было опубликовать, Некрасова сохраняла «до тех пор, пока свободная Россия сможет их свободно изучать».
Некрасова организовала в Румянцевском музее «Комнату людей 1840-х годов» — первый музей российского освободительного движения. «Комната» просуществовала более 20 лет, до реорганизации музея в 1925 г. За свои заслуги Некрасова получила диплом почётного корреспондента Румянцевского музея.

## Письма Варвары Некрасовой
Екатерина Некрасова тяжело переживала смерть своей сестры Варвары, одной из первых женщин-врачей в России, поехавшей добровольцем в 1877 г. на фронт Русско-Турецкой войны и погибшей там от тифа. В 1878 г. она решилась опубликовать несколько писем сестры, в которых та рассказывала о домогательствах со стороны офицеров и врачей (в частности, генерала Кренке и хирурга Студенского). Екатерина Некрасова так объясняла причины своего решения:
В последнее время нередко стал в обществе раздаваться голос против сестёр милосердия, появились даже газетные статьи; сестёр начали винить в легкомыслии, в крайне свободном поведении, их чуть не обозвали публичными женщинами.
Она публиковала эти письма в надежде, что они помогут обществу взглянуть на проблему с другой стороны и обратить внимание на мужчин, совершавших домогательства по отношению к женщинам на фронте. В своих письмах Варвара Некрасова писала: «Мужчины здесь совсем перестали быть людьми — они обратились в каких-то чертей: они готовы устраивать целые гаремы и быть в них султанами». Её письма вызывали бурные дебаты в прессе на протяжении всего 1878 г.
Через двадцать лет Екатерина Некрасова опубликовала в «Русской мысли» в память о Женских врачебных курсах новую подборку писем Варвары («Студентка на войне»), рассказывавших о её работе в полевых госпиталях во время войны. Эти письма были позднее переизданы в виде книги «Жизнь студентки», сбор от продажи которой Некрасова перевела в пользу Женского медицинского института, созданного вместо закрытых Врачебных курсов.
Текст: «Письма студентки Некрасовой» (1878 г.) в Викитеке 
Текст: «Студентка на войне» (1898 г.) в Викитеке 

## Произведения

#### Публицистика
- Два слова в память десятилетия московских высших женских курсов // Русская мысль : журнал. —1882. — № 11);
- Женские врачебные курсы в Петербурге. Из воспоминаний и переписки первых студенток // Вестник Европы : журнал. — 1882. — Декабрь (т. 6, № 12). — С. 807—845;
- Из прошлого женских курсов. — Москва: 1886;
- Жизнь студентки. — Москва: 1903;
- Женское движение у нас с конца 50-х годов.

#### Биографии
- Евдокия Петровна Ростопчина // Вестник Европы : журнал. — 1885. — № 3;
- Елена Андреевна Ган // Pусская старина : журнал. — 1886. — № 8-9;
- Елизавета Кульман // Исторический вестник : журнал. — 1886. — № 12;
- Первый русский ученый — архангельский мужик М. В. Ломоносов — Москва: 1887;
- Анастасия Яковлевна Марченко // Киевская старина : журнал. — 1889. — № 11;
- Надежда Андреевна Дурова // Исторический вестник : журнал. — 1890 — Т. 41. — № 9.

#### Художественные произведения
- Иоанн Воин. — Москва: 1886;
- Святая девица Евлалия. — Москва: 1889;
- Святой Иоанн с острова Патмоса. — Москва: 1889;
- Больше чем родная. — Санкт-Петербург: 1889.